# Scopula vestalialis
Scopula vestalialis är en fjärilsart som beskrevs av Barnes och Mcdunnough 1913. Scopula vestalialis ingår i släktet Scopula och familjen mätare. Inga underarter finns listade.